# Horváth Jenő (színművész, 1921–1994)
Horváth Jenő (Budapest, 1921. május 16. – 1994. december 21.) magyar színművész, rendező, forgatókönyvíró, érdemes művész. Sokan "G. Horváth Jenő" vagy "Gonosz Horváth Jenő" néven hivatkoznak rá.

## Életpályája
Színművészeti tanulmányait a Színművészeti Akadémián 1944-ben fejezte be. Színészi pályáját Debrecenben kezdte 1945-ben, ezután Pécsre került. Igazgató-rendezőként működött 1947-től Szegeden. 1949-ben ismét Debrecenben folytatta pályáját, immár az államosított színház igazgatójaként. Miskolcon, Győrött, Egerben és Kaposvárott is rendezett darabokat.
Nevéhez kötődik a – kezdeti időkben jelentős kulturális eredményeket hozó – tájelőadások rendszere.
Felesége Szentirmay Éva színésznő, akinek az 1956-os forradalom után a Szegedi Nemzeti Színházból szintén távoznia kellett. „Konkrét tevékenysége nem bizonyosodott be”, de az is elég volt, hogy a férje akkori magatartásával egyetértett. A szegedi színházból való eltávolítása mellett, a mellékkeresetétől is eltiltották 6 hónapra. Két fiuk született, az idősebbik Horváth Péter író, rendező és Horváth András, leányuk Horváth Emese.

## Szegedi évek
1955-től rendezőként dolgozott Szegeden, egészen 1957-ig a szegedi társulat tagja volt. Az 1956–57-es szezonra Ádám Ottó a korábbi főrendező Pestre távozott, így ezt a posztot Horváth Jenő kapta meg. Merész darabválasztásaival tűnt ki, névjegye az október 6-án bemutatott Shaw színmű, a Szent Johanna c. darab volt, Papp Teri főszereplésével. A színház 1956. őszi műsorára „nyugati” darabokat is tűzött, többek közt Pirandello és Anouilh műveit. A Szegedi Nemzeti Színház igen aktív volt az október 23-ai eseményekben, azon az estén is a Szent Johannát játszották. A darabot megszakították, amíg a Klauzál térről a színházhoz vonuló tömegnek Bicskey Károly színházi kosztümében elszavalta a Nemzeti dalt. A forradalom eseményei miatt október 24-től az előadásokat szüneteltették. A városi egyetemi értelmiség tiltakozásához csatlakozott Horváth Jenő is. A városházán a katonai közigazgatás által tartott gyűlésen a színház küldöttjeként is részt vett és az ekkor megalakuló Ideiglenes Városi Munkástanács tagja lett, valamint a Szegedi Néptanács (október 31-től Szegedi Forradalmi Nemzeti Bizottság) titkára lett. 
A november 2-án induló Széchenyi Rádió adásainak felelőse lett, amely művelődési szerepet is vállalt a közéleti hírek tudósítása mellett, valamint klasszikus zenét is sugárzott. Az forradalomban való részvétele miatt bíróság elé állították, 5 év börtönbüntetésre ítélték, de az ügyész 10 évért fellebbezett, végül 3 és félévet töltött börtönben.

## Művészi pályája az 1960-as évektől
Pályájának főbb állomásai szabadulása után: Eger, Kaposvár, Veszprém (1967–1969), Debrecen (1974), Szolnok (1975–1981), Kecskemét (1986–1989) és a budapesti 25. Színház. 1990-ben „érdemes művész” címmel tüntették ki. Ezután betegsége miatt csak színészként, kisebb szerepekben lépett fel. Elsősorban mint rendező alkotott jelentőset a 20. századi magyar színházművészetben. „Rendezéseit gondos elemzés után, kristálytiszta logikával építette fel. A színre állítandó darabok lényegét tárta fel és elképzelését kíméletlen következetességű színészvezetéssel valósította meg.”

## Színházi munkái/rendezései

### Rendezőként
- William Shakespeare: A makrancos hölgy
- George Bernard Shaw: Szent Johanna (1956)
- Gyurkó László: Szerelmem, Elektra
- Carlo Goldoni: Két úr szolgája
- Federico García Lorca: Bernarda Alba háza
- Szigligeti Ede: Liliomfi
- William Shakespeare: Troilus és Cressida